# Nemesia simoni
Nemesia simoni là một loài nhện trong họ Nemesiidae.
Nemesia simoni được miêu tả năm 1874 bởi O. P.-Cambridge.